# Lista de municípios de Rondônia por área urbana
Esta é uma lista dos 52 municípios do estado de Rondônia por área urbana, com dados do Instituto Brasileiro de Geografia e Estatística (IBGE) referentes a 2019.
| Posição     | Município                 | Área urbana (km²) |
| ----------- | ------------------------- | ----------------- |
| 1           | Porto Velho               | 143,0943          |
| 2           | Ji-Paraná                 | 43,3746           |
| 3           | Vilhena                   | 39,9324           |
| 4           | Ariquemes                 | 33,2587           |
| 5           | Cacoal                    | 28,0403           |
| 6           | Rolim de Moura            | 23,2247           |
| 7           | Guajará-Mirim             | 16,2831           |
| 8           | Jaru                      | 15,844            |
| 9           | Pimenta Bueno             | 12,9981           |
| 10          | Nova Mamoré               | 11,5088           |
| 11          | Ouro Preto do Oeste       | 9,8291            |
| 12          | Espigão d'Oeste           | 9,7988            |
| 13          | Candeias do Jamari        | 9,2797            |
| 14          | Colorado do Oeste         | 9,1849            |
| 15          | Machadinho d'Oeste        | 8,9456            |
| 16          | Buritis                   | 7,8662            |
| 17          | Alta Floresta d'Oeste     | 6,4561            |
| 18          | São Miguel do Guaporé     | 6,3964            |
| 19          | Cerejeiras                | 6,314             |
| 20          | Costa Marques             | 6,3024            |
| 21          | São Francisco do Guaporé  | 6,1406            |
| 22          | Cujubim                   | 5,5989            |
| 23          | Presidente Médici         | 5,5312            |
| 24          | Nova Brasilândia d'Oeste  | 4,8496            |
| 25          | Alvorada d'Oeste          | 4,6125            |
| 26          | Alto Paraíso              | 4,5999            |
| 27          | Chupinguaia               | 4,5007            |
| 28          | Itapuã do Oeste           | 3,47              |
| 29          | Urupá                     | 3,4071            |
| 30          | Seringueiras              | 3,1407            |
| 31          | Mirante da Serra          | 2,8648            |
| 32          | Vale do Anari             | 2,8235            |
| 33          | Alto Alegre dos Parecis   | 2,7691            |
| 34          | Corumbiara                | 2,7152            |
| 35          | Monte Negro               | 2,707             |
| 36          | Santa Luzia d'Oeste       | 2,2688            |
| 37          | Cabixi                    | 2,243             |
| 38          | Campo Novo de Rondônia    | 2,2387            |
| 39          | Novo Horizonte do Oeste   | 2,0326            |
| 40          | Theobroma                 | 1,9304            |
| 41          | Governador Jorge Teixeira | 1,4932            |
| 42          | Vale do Paraíso           | 1,4867            |
| 43          | Ministro Andreazza        | 1,4583            |
| 44          | São Felipe d'Oeste        | 1,2909            |
| 45          | Pimenteiras do Oeste      | 1,2656            |
| 46          | Cacaulândia               | 1,2464            |
| 47          | Primavera de Rondônia     | 1,2372            |
| 48          | Castanheiras              | 0,923             |
| 49          | Teixeirópolis             | 0,9002            |
| 50          | Parecis                   | 0,8784            |
| 51          | Rio Crespo                | 0,8703            |
| 52          | Nova União                | 0,8056            |
| Total (km²) | Total (km²)               | 532,2323          |